# 新萬金浦項高速公路
新萬金浦項高速公路（：／*/?），是連接韓國全羅北道金堤市和慶尚北道浦項市的一條高速公路。目前分為東西兩段：西段為益山市至長水郡的路段、東段為大邱廣域市東區至浦項市的路段。
2001年起分段通車，新萬金至完州段及長水至大邱段尚在規劃中。